# Prusim nad Regą
Prusim nad Regą – nieczynny przystanek kolei wąskotorowej w Prusimiu, w województwie zachodniopomorskim, w Polsce. Zlikwidowany został pomiędzy rokiem 1947 a 1957.